# Camenta rufoflava
Camenta rufoflava är en skalbaggsart som beskrevs av Moser 1914. Camenta rufoflava ingår i släktet Camenta och familjen Melolonthidae. Inga underarter finns listade.